# Rodrigo Castaño
Rodrigo Castaño Valencia (Bogotá, 1948-Ciudad de México, 20 de febrero de 2015) fue un director, cineasta y productor colombiano. Fue reconocido por ser director de la película El niño y el papa.

## Biografía
Rodrigo Castaño nació en Bogotá fue hijo de los primeros presentadores Álvaro Castaño Castillo y Gloria Valencia de Castaño. Estudió comunicaciones en la Universidad de Kansas. Desde 1962 se vinculó a los medios. Se inició con su programa “Rock Adulto” que presentó y condujo en la emisora HJCK en los años 70; además realizó reportajes fotográficos para diferentes revistas. Inició su trabajo como productor con los programas de televisión de su madre Gloria Valencia de Castaño "Naturalia" de su hermana Pilar Castaño "Esta noche si" y director de la telenovela Hojas al Viento de la programadora Jorge Barón Televisión.
Trabajó en diversos países: Francia, Israel, Japón, Estados Unidos, México y Colombia. Se desempeñó como director de largometrajes, telenovelas, comerciales y programas de televisión de toda índole, en especial revistas y noticieros formativos. Fue productor invitado por la ADPF de Francia, Televisa, TV UNAM, el Canal 22, Once TV. En 1974 se radicó en México y contrae nupcias con Rosalba Garza.
En 1986 dirigió la película El niño y el Papa donde se basaban el suceso del Terremoto de México de 1985, por la cual se colocó las taquillas colombianas y latinoamericanas. Recibió varios premios y menciones nacionales e internacionales entre los que se destacan el Premio Nacional de Periodismo de México, por su trabajo sobre la vida íntima de Frida Kahlo: Las Dos Fridas. En sus últimos años hizo documentales y reportajes en México a través de la cadenas televisivas y cinematográficas de Once TV. Falleció en la Ciudad de México a los 66 años a causa de un infarto.